# Recensement de République de Nouvelle-Grenade de 1851
Le recensement de République de Nouvelle-Grenade de 1851 est un recensement de la population lancé en 1851 dans la République de Nouvelle-Grenade (ancien État d'Amérique du Sud correspondant aux actuels pays de Colombie et du Panama). 

## Histoire
En août 1850, José Hilario López, alors président de la République de Nouvelle Grenade, signe un décret ordonnant la réalisation d'un recensement de la population du pays. 
Il est effectué entre janvier et mars 1851.
C'est le cinquième recensement du pays après ceux de 1770 (Vice-royauté de Nouvelle-Grenade), 1825 (Grande Colombie), 1835 et 1843 (République de Nouvelle-Grenade).

## Résultats
Selon les résultats du recensement, la République de Nouvelle Grenade compte en 1851 un total de 2 240 054 habitants, dont 1 086 705 hommes et 1 153 349 femmes. 
La répartition par province est la suivante :
| Province     | Hommes  | Femmes  | Population totale |
| ------------ | ------- | ------- | ----------------- |
| Bogota       | 153 303 | 164 048 | 317 351           |
| Tunja        | 78 899  | 84 060  | 162 959           |
| Socorro      | 75 262  | 81 823  | 157 085           |
| Tundama      | 74 202  | 78 551  | 152 753           |
| Cartagena    | 73 706  | 78 244  | 151 950           |
| Vélez        | 53 518  | 55 903  | 109 421           |
| Mariquita    | 51 380  | 53 725  | 105 105           |
| Neiva        | 48 581  | 54 422  | 103 003           |
| Córdoba      | 45 393  | 45 448  | 90 841            |
| Medellín     | 37 934  | 39 560  | 77 494            |
| Popayán      | 37 503  | 39 602  | 77 105            |
| Antioquia    | 37 311  | 37 742  | 75 053            |
| Cauca (es)   | 34 164  | 36 584  | 70 748            |
| Pamplona     | 31 126  | 31 864  | 62 990            |
| Soto         | 26 550  | 28 217  | 54 767            |
| Panama       | 24 474  | 27 848  | 52 322            |
| Chocó        | 22 040  | 21 609  | 43 649            |
| Túquerres    | 20 577  | 22 530  | 43 107            |
| Santa Marta  | 17 883  | 18 602  | 36 485            |
| Azuero       | 16 701  | 17 942  | 34 643            |
| Veragua      | 16 444  | 17 420  | 33 864            |
| Buenaventura | 14 839  | 16 311  | 31 150            |
| Mompóx       | 14 281  | 15 926  | 30 207            |
| Pasto        | 13 225  | 14 395  | 27 620            |
| Barbacoas    | 13 488  | 13 031  | 26 519            |
| Ocaña        | 11 083  | 12 367  | 23 450            |
| Santander    | 9 974   | 11 308  | 21 282            |
| Casanare     | 9 133   | 9 440   | 18 573            |
| Chiriquí     | 8 532   | 8 747   | 17 279            |
| Riohacha     | 8 173   | 8 173   | 17 247            |
| Valledupar   | 7 026   | 7 006   | 14 032            |